# Piring Sina
Piring Sina is een bestuurslaag in het regentschap Alor van de provincie Oost-Nusa Tenggara, Indonesië. Piring Sina telt 501 inwoners (volkstelling 2010).